# Hôtel Héré
L’hôtel Héré ou pavillon Héré est un édifice situé dans la ville de Nancy, dans la Meurthe-et-Moselle en région Grand Est.

## Histoire
Les projets urbanistiques du roi Stanislas sont à l'origine des transformations de la place durant le XVIe siècle et XVIIe siècle, le but étant d'unifier la vieille ville et la ville neuve. L'opération fut menée par Emmanuel Héré, à partir de 1751.
L'ensemble des façades et toitures et le mur mitoyen qui sépare la cour de la parcelle AN 290, le sol de la cour, l'escalier et le perron, l'escalier d'honneur avec sa rampe, sa cage et le décor de celle-ci, le vestibule, l'escalier menant aux combles situé à côté de la cage de l'escalier d'honneur, l'escalier de service situé à l'ouest du corps de liaison, l'ensemble des caves situées sous le pavillon et sous une partie du corps de liaison (cad. AN 292) sont classés au titre des monuments historiques par arrêté du 20 décembre 2005.

## Description
Le roi fit réaménager les façades et ajouter deux pavillons à chaque extrémité nord des deux rangées d'immeubles. Le pavillon nord-ouest était destiné à l’architecte Emmanuel Héré.